# Nicolaas van Avelus
Nicolaas van Avelus (? - Brugge, 9 maart 1484) was heer van het tegenwoordige Aveluy in Picardië.
Hij huwde in april 1480 met Josine de Gryspere. Uit dit huwelijk kwam een onbekend aantal kinderen voort waaronder zoon Karel. In 1472 betwistte hij voor de Grote Raad van Mechelen het bezit van de Artesische heerlijkheden Le Tilloy en Vaulx. Karel van Saveuse meende dat deze heerlijkheden aan hem waren geschonken en niet aan Nicolaas van Avelus. Beiden kregen genoegdoening. Karel de Stoute had de in beslag genomen heerlijkheid Isques aan de heer van Avelus toegewezen. In 1473 bepaalde de Grote Raad, dat de heer van Avelus de op deze heerlijkheid rustende hypotheek aan
Lodewijk van Saint-Pol moest betalen. In 1477 was Nicolaas tweede hofmeester en kamerheer van Maria en Maximiliaan. Nicolaas was in zijn laatste levensjaren baljuw van Dendermonde. Hij werd op 9 maart 1484 te Brugge onthoofd.